# Дифенбахер, Альфред
Альфред Дифенбахер (фр. Alfred Diefenbacher; 5 марта 1915, Саргемин, Франция — 22 февраля 2015, Париж, Франция) — французский государственный деятель, префект Реюньона (1963—1966).

## Биография
Окончил колледж Сен-Клеман в Меце, затем — факультет права и политических наук Страсбургского университета, получил докторантскую степени в области права. Работал помощником адвоката и редактора.
- февраль-август 1942 г. — заместитель администратора смешанной комиссии в Алажире,
- август-октябрь 1942 г. — в аппарате пренфекта по вопросам конкуренции,
- 1943—1944 гг. — в аппарате министерства внутренних дел,
- 1944—1946 гг. — заместитель префекта кантона Сарбург,
- 1948—1951 гг. — генеральный секретарь департамента Ве́рхний Рейн,
- 1951—1953 гг. — генеральный секретарь департамента Константина в Алжире,
- 1953—1960 гг. — генеральный секретарь департамента Нижний Рейн,
- 1960—1962 гг. — префект департамента Тлемсен в Алжире,
- 1963—1966 гг. — префект Реюньона,
- 1966—1967 гг. — префект департамента Эсон,
- 1967—1968 гг. — префект департамента Алье,
- 1968—1970 гг. — префект департамента, ответственного за координацию международное техническое сотрудничество полицейских служб,
- 1970—1976 гг. — руководитель международной службы полицейского технического сотрудничества,
- 1976—1980 гг. — руководитель проектов (Chargé de mission).

В 1980 г. ушел в отставку с государственной службы. В 1980-х гг. избирался председателем Наблюдательного совета западногерманской компании DLW и мэром французского местечка Монбрен-Ле-Бэн в Провансе.